# ヘンリー・マレー
ヘンリー・マレー (Henry Alexander Murray, 1893年5月13日 – 1988年6月23日) は、アメリカ・ハーバード大学の心理学者。TAT（主題統覚検査）の考案者。

## 経歴
ハーバード大学でアルフレッド・ノース・ホワイトヘッドの指導を受け、大学の心理学クリニックの助教授となる。
第二次世界大戦中は大学を離れ、軍の特務機関「戦略情報局(OSS：Office of Strategic Services）」の中佐(Lieutenant Colonel)として兵役に就く。1943年、OSS長官のウィリアム・ドノバンの下、『ヒトラーの人格分析』の研究プロジェクトに関わる。これには、エルンスト・ハンフシュテングルやシュテファニー・ツー・ホーエンローエ、グレゴール・シュトラッサーなどの情報提供者を含む、多くの情報源が使用された画期的な研究で、のちの犯罪者プロファイリングや政治心理学の先駆けとなる。
戦後は大学に戻ると、1959年から1962年にかけて、ハーバード大の22人の学部生を研究対象とする心理学実験を担当した。実験の目的は特に、極度のストレスに対する人間の反応を計測することであった。被験者の中には、当時16歳で飛び級入学していたセオドア・カジンスキーがいた。
1960年、ハーバード大教授のティモシー・リアリーがサイケデリック・ドラッグの研究を始め、マレーが監督していたと言われている。